# Orde del Servei Distingit
L'Orde del Servei Distingit (en anglès Distinguished Service Order, o DSO) és una condecoració militar del Regne Unit, i per extensió dels països del Commonwealth, atorgada pels serveis meritoris o distingits realitzats per oficials de les forces armades en temps de guerra, per als quals la concessió de la Creu Victòria no seria apropiada.
En principi és atorgada a partir del rang de major, però per accions especialment valeroses també s'ha concedit a graus inferiors (als rangs inferiors se'ls atorgava la Medalla de la Conducta Distingida)
La seva concessió és publicada a la London Gazette.
En un principi només s'atorgava a oficials de l'Estat Major (la qual cosa provocava ressentiment entre els seus col·legues de primera línia), però a partir de l'1 de gener de 1917 només es va poder recomanar per rebre-la aquell que havia servit sota el foc enemic. Fins al 1943 només la podien rebre aquells que haguessin estat citats als informes.
Fins al 1993 era la segona condecoració al valor (només per sota de la Creu Victòria), però d'aleshores ençà va quedar restringida al servei distingit (lideratge i comandància) i es va introduir la Creu per la Valentia Demostrada com a segona condecoració al valor.
Una segona condecoració s'indica mitjançant una barra d'or amb una corona imperial al mig. Sobre el galó, la barra queda substituïda per una roseta.

## Disseny
Consisteix en una creu grega patent curvilínia d'esmalt blanc, contornada d'or. Al cor, una rodella d'esmalt vermell amb la corona imperial d'or, contornada d'una corona de llorer d'esmalt verd. Al revers apareix el monograma reial d'or sobre esmalt vermell.
Penja d'una cinta vermella amb les vores blaves.
| DSO | DSO amb Barra | DSO amb dues Barres | DSO amb tres Barres |

## Receptors notables
Els següents han rebut la DSO i 3 barres
- Archibald Walter Buckle, promocionat des de la marineria a la Reserva Voluntària de la Royal Navy a comandar el Batalló Anson de la Royal Naval Division durant la I Guerra Mundial.
- William Denman Croft,[1] oficial de l'exèrcit durant la I Guerra Mundial.
- William Robert Aufrere Dawson, Queen's Own Royal West Kent Regiment durant la I Guerra Mundial, ferit 9 vegades i mencionat 4 vegades als despatxos
- Basil Embry
- Bernard Freyberg, receptor també de la Creu Victòria
- Edward Albert Gibbs, capità de destructors durant la Segona Guerra Mundial[2]
- Arnold Jackson, guanyador de la medalla d'or als 1500 metres als Jocs Olímpics d'Estiu de 1912
- Douglas Kendrew, serví com a comandant de brigada a Itàlia, Grècia i l'Orient Mitjà entre 1944 i 1946. Posteriorment va ser nomenat Governador de l'Austràlia Occidental.
- Robert Sinclair Knox
- Frederick William Lumsden, receptor també de la Creu Victòria
- Paddy Mayne, comandant del Special Air Service i jugador irlandès de rugbi.
- Sir Richard George Onslow, capità de destructors durant la Segona Guerra Mundial i posteriorment almirall[3]
- Alastair Pearson, oficial britànic que rebé les seves 4 condecoracions en l'espai de dos anys durant la Segona Guerra Mundial.
- James Brian Tait, pilot de la RAF, condecorat també amb la  Creu dels Vols Distingits amb barra, que completà 101 missions de bombardeig durant la Segona Guerra Mundial.
- Frederic John Walker, capità de la Royal Navy durant la Segona Guerra Mundial i caçador d'U-boats.
- Edward Allan Wood,[4] Oficial de l'exèrcit durant la I Guerra Mundial.